# 紀元前293年
紀元前293年（きげんぜん293ねん）は、ローマ暦の年である。
当時は、「ルキウス・パピリウス・クルソルとスプリウス・ カルウィリウス・マクシムスが共和政ローマ執政官に就任した年」として知られていた（もしくは、それほど使われてはいないが、ローマ建国紀元461年）。紀年法として西暦（キリスト紀元）がヨーロッパで広く普及した中世時代初期以降、この年は紀元前293年と表記されるのが一般的となった。

## 他の紀年法
- 干支 : 戊辰
- 日本
  - 皇紀368年
  - 孝安天皇100年
- 中国
  - 周 - 赧王22年
  - 秦 - 昭襄王14年
  - 楚 - 頃襄王6年
  - 斉 - 湣王8年
  - 燕 - 昭王19年
  - 趙 - 恵文王6年
  - 魏 - 昭王3年
  - 韓 - 釐王3年
- 朝鮮
  - 檀紀2041年
- ベトナム :
- 仏滅紀元 : 252年
- ユダヤ暦 :

## できごと

### 共和政ローマ
- 現在のカンパニア州アクイローニア近郊において、共和政ローマとサムニウムの間でアクイローニアの戦いが行われた。執政官Lucius Papirius CursorとSpurius Carvilius Maximusに率いられたローマ軍が勝利し、サムニウム軍はアクイローニアの野営に逃げ込んだ。野営はローマ軍に占領されて略奪され、生き残ったサムニウム軍の多くは虐殺された。
- ローマは疾病に苦しめられた。疾病を逃れるため、エピダウロスから伝わったアスクレーピオス信仰が広まった。

### ペルシア
- 遊牧民の侵攻に領土の東側（カスピ海とアラル海とインド洋に囲まれた領域）が脅かされ、セレウコス1世は息子のアンティオコス1世にユーフラテス川以西の島々の統治権を譲り渡した。

### 中国
- 白起に率いられた秦軍は、伊闕の戦いで魏と韓の連合軍を破った。魏の公孫喜を捕らえ、5つの城を落とした。
- 楚の頃襄王は、秦の脅迫を受けて、再び秦と和親を図った。